# Талды-Курганская область
Талды-Курганская область (каз. Талдықорған облысы) — административная единица Казахской ССР (1944—1959, 1967—1991) и Республики Казахстан (1991—1997). 
Административный центр — Талды-Курган.

## География
Талды-Курганская область (каз. Талдықорған облысы) располагалась на юго-востоке Казахстана. Площадь — 118,5 тыс.км². На востоке граничила с Китаем.

## История
Талды-Курганская область (наряду с Кокчетавской областью) была образована 16 марта 1944 года в составе Казахской ССР из северной части Алма-Атинской области. В её состав были переданы Аксуйский, Алакульский, Андреевский, Бурлю-Тобинский, им. 28 гвардейцев-панфиловцев, Дзержинский, Капальский, Каратальский, Октябрьский, Панфиловский, Саркандский, Талды-Курганский районы.
27 декабря 1956 года Октябрьский район был присоединён к Панфиловскому.
Упразднена и включена в Алма-Атинскую область 6 июня 1959 года. 23 декабря 1967 года вновь создана из северной части Алма-Атинской области. В область вошла та же территория, но при другом административном делении. Существовали Аксуский, Алакульский, Андреевский, Гвардейский, Каратальский, Панфиловский, Саркандский, Талды-Курганский районы.
Указом Президиума Верховного Совета СССР от 5 марта 1973 года Талды-Курганская область была награждена орденом Ленина.
В 1973 году был создан Кербулакский район с центром в посёлке Сары-Озек.
Указом Президиума Верховного Совета КазССР от 9 июля 1988 года был упразднён Гвардейский район с передачей его территории в состав Кербулакского района с центром в п. Сары-Озек. Объединённый район был назван Гвардейским. Но через год указом Президиума Верховного Совета КазССР № 4177 от 13 октября 1989 г. образован Кербулакский район с центром в п. Сары-Озек.
С 16 декабря 1991 года в составе Республики Казахстан. 4 мая 1993 года Постановлением Президиума Верховного Совета Казахстана транскрипция названия Талды-Курганской области на русском языке была изменена на Талдыкорганскую область.
22 апреля 1997 года область была упразднена, её территория целиком вошла в состав Алматинской области.
В 2022 году из Алматинской области была выделена новая Жетысуская область, территориально соответствующая прежней Талды-Курганской.

## Административное деление
В 1989 году в состав Талды-Курганской области входило 2 города областного подчинения и 11 районов:
| №  | Район (горсовет)          | Центр        | Население (1989), чел. |
| -- | ------------------------- | ------------ | ---------------------- |
| 1  | Талды-Курганский горсовет | Талды-Курган | 129 920                |
| 2  | Текелийский горсовет      | Текели       | 33 187                 |
| 3  | Аксуский                  | Джансугуров  | 36 690                 |
| 4  | Алакульский               | Учарал       | 51 619                 |
| 5  | Андреевский               | Андреевка    | 38 931                 |
| 6  | Бурлютобинский            | Лепсы        | 20 171                 |
| 7  | Гвардейский               | Сарыозек     | 61 365                 |
| 8  | Капальский                | Капал        | 28 377                 |
| 9  | Каратальский              | Уштобе       | 54 655                 |
| 10 | Кировский                 | Кировский    | 44 897                 |
| 11 | Панфиловский              | Панфилов     | 106 423                |
| 12 | Саркандский               | Сарканд      | 52 703                 |
| 13 | Талды-Курганский          | Карабулак    | 61 932                 |

## Население
По результатам Всесоюзной переписи населения 1989 года население Талды-Курганской области составило 720 870 человек. Средняя плотность населения 6,1 человек на 1 км².

### По месту проживания
- городское — 324 888 человек (45,1%)
- сельское — 395 982 человек (54,9%)

### По половому признаку
- мужчин — 350 864 человек (48,7%)
- женщин — 370 006 человек (51,3%)

## Акимы
Талды-Курганский областной комитет КП Казахстана
Шаблон:Председатели Талды-Курганского облисполкома
1. Турсунов, Сагинбек Токабаевич (1990—1993)
2. Ахымбеков, Серик Шаяхметович (1993—1996)
3. Узбеков, Умирзак Узбекович (1996—1997)